# Helmut Noll
Helmut Noll (født 27. juni 1934 i Bremen, død 27. november 2018 smst.) var en tysk roer.
Noll var styrmand og vandt sammen med roerne Heinz Manchen og Helmut Heinhold det tyske mesterskab i 1952 i toer med styrmand. Dermed kvalificerede de sig til OL 1952 i Helsinki, og efter at have vundet deres indledende heat blev de nummer to i semifinalen, men kvalificerede sig til finalen efter sejr i semifinaleopsamlingsheatet. I finalen var den franske båd suveræn og vandt guld, mens tyskerne noget overraskende vandt sølv foran Danmark på tredjepladsen.
For deres sølvmedalje modtog Noll, Manchen og Heinhold Silbernes Lorbeerblatt, den højeste sportspris i Tyskland, i slutningen af 1952.

## OL-medaljer
- 1952:  Sølv i toer med styrmand